# U.S. Route 24
U.S. Route 24 (också kallad U.S. Highway 24 eller med förkortningen  US 24) är en amerikansk landsväg. Den går ifrån Minturn Colorado i väster till Clarkston Michigan i norr och har en längd av 2 478,3 km.